# Секвойя-альбинос
Секвойя-альбинос (англ. Albino redwood) — это секвойя (Sequoia sempervirens), которая не в состоянии производить хлорофилл из-за генетических мутаций, поэтому имеет белые иглы вместо обычных зеленых.

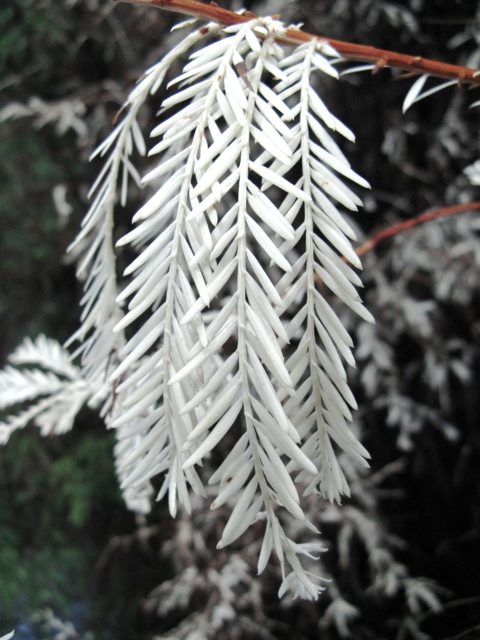
Ветка секвойи-альбиноса

Чтобы выжить, такому дереву необходимо паразитировать на других растениях — секвойя присоединяет свои корни к корневой системе здоровых деревьев, от которых получает питание. В природе известно порядка 60 экземпляров секвой-альбиносов, которые растут в государственных парках США — Henry Cowell Redwoods State Park и Humboldt Redwoods State Park. Точное место их произрастания не афишируется, чтобы защитить деревья от вандалов и браконьеров. В высоту они достигают всего 20 метров (66 футов), что гораздо ниже обычных секвой, и срок их жизни меньше. 
Секвойи-альбиносы были уважаемы среди коренных народов Северной Америки, о них говорилось в легендах. Известны также несколько случаев, когда секвойя имеет мозаику из зелёных и белых иголок. Из таких деревьев-химер учёным известно только одно, которое имело шишки, то есть дало плоды. 

Молодая поросль
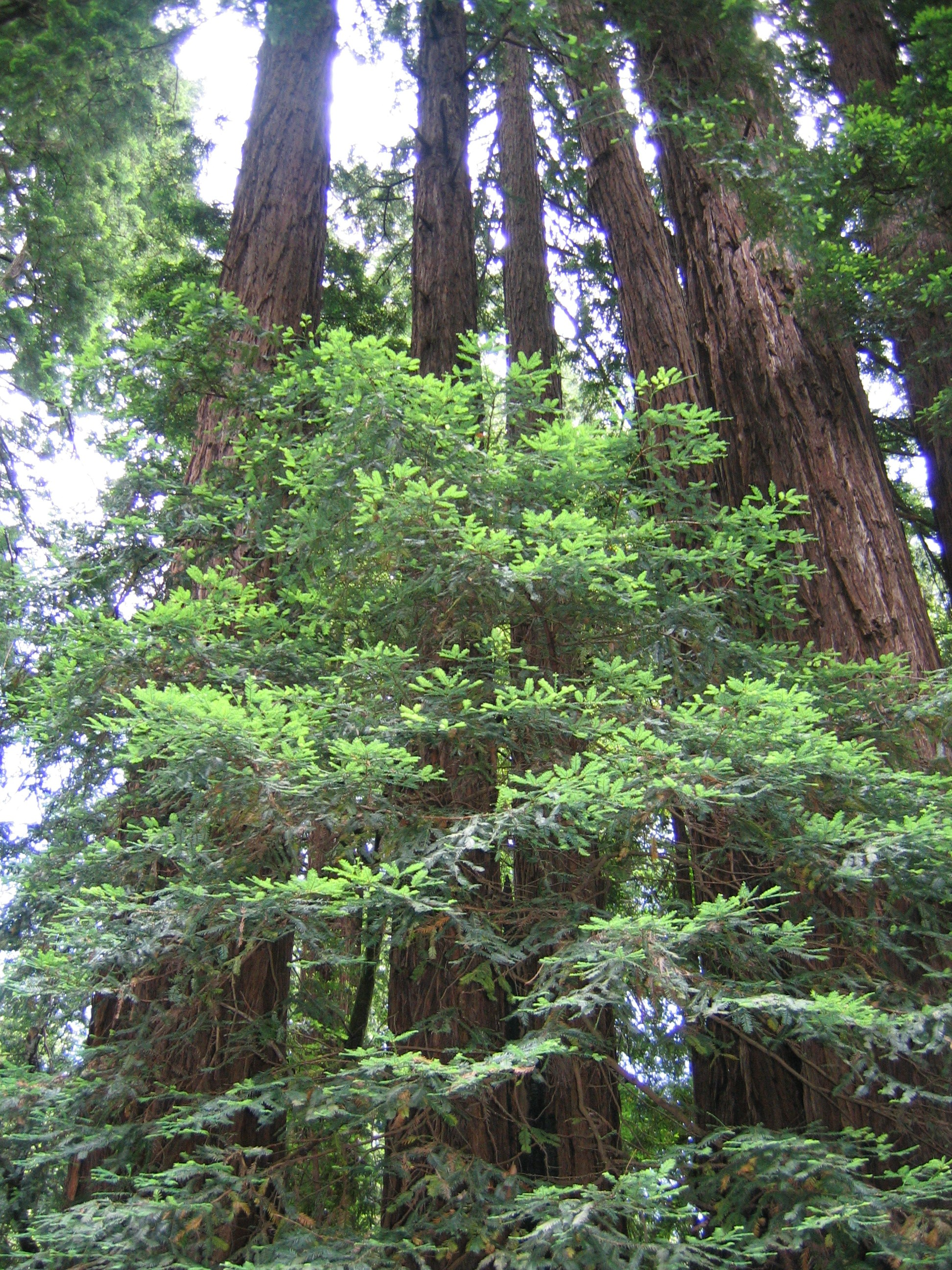
Обычной секвойи
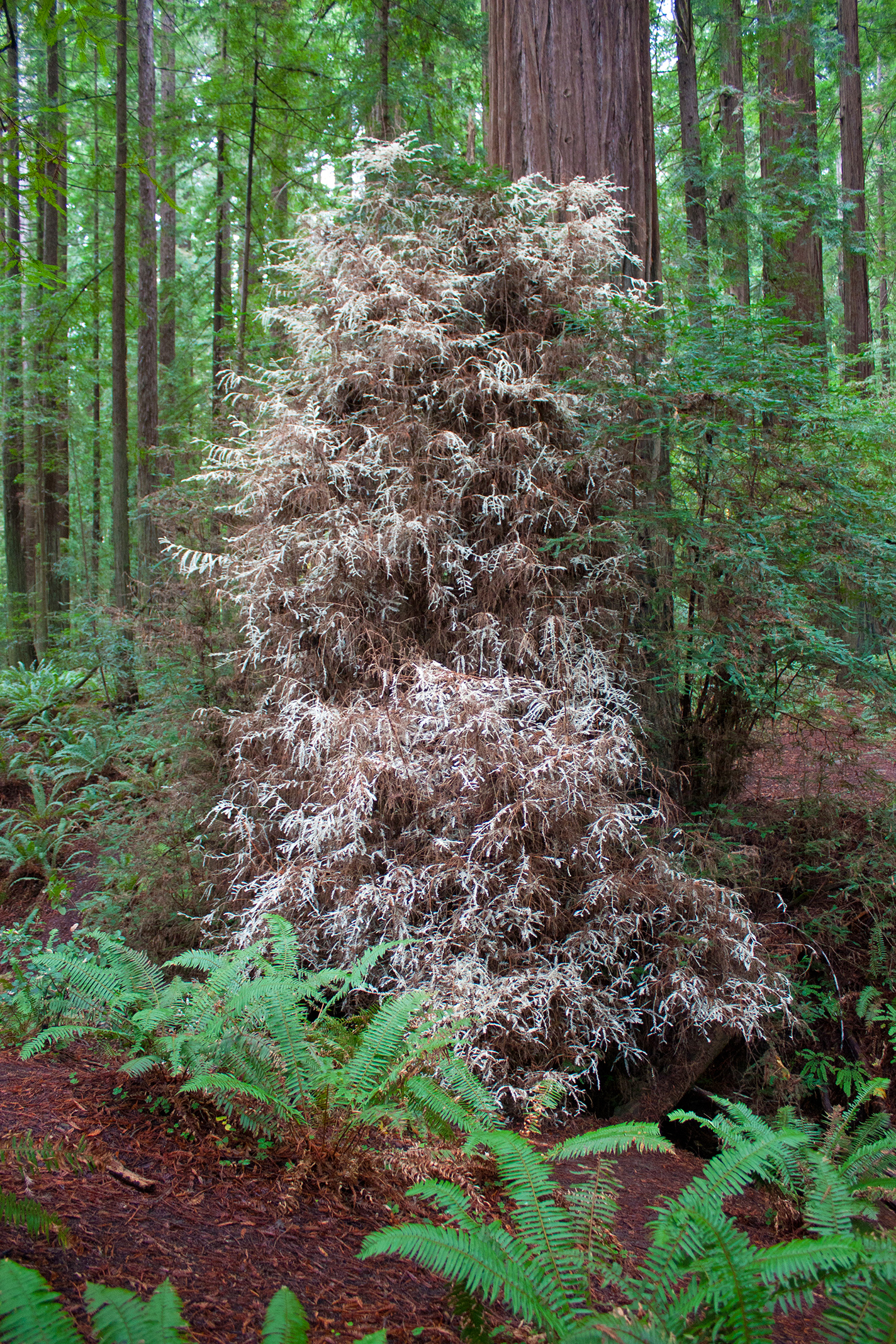
Секвойи-альбиноса